# 西田幾多郎

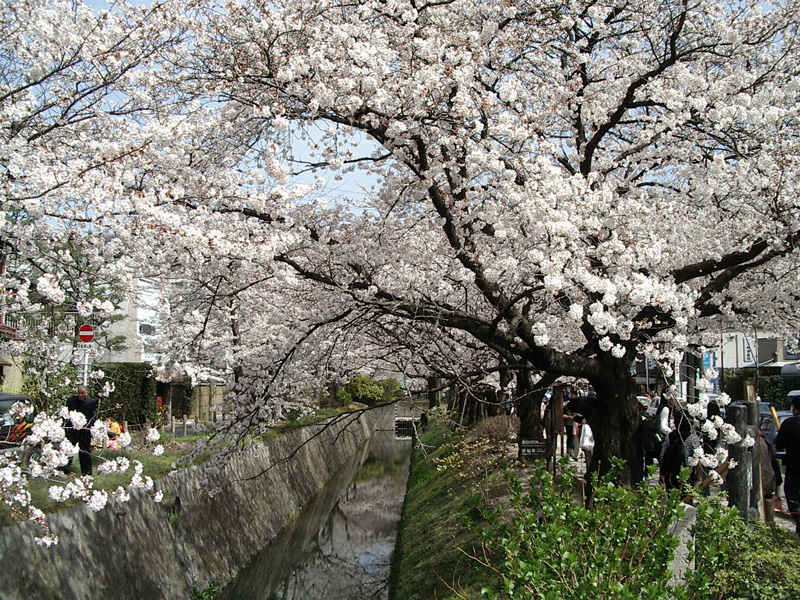
哲学の道（春）

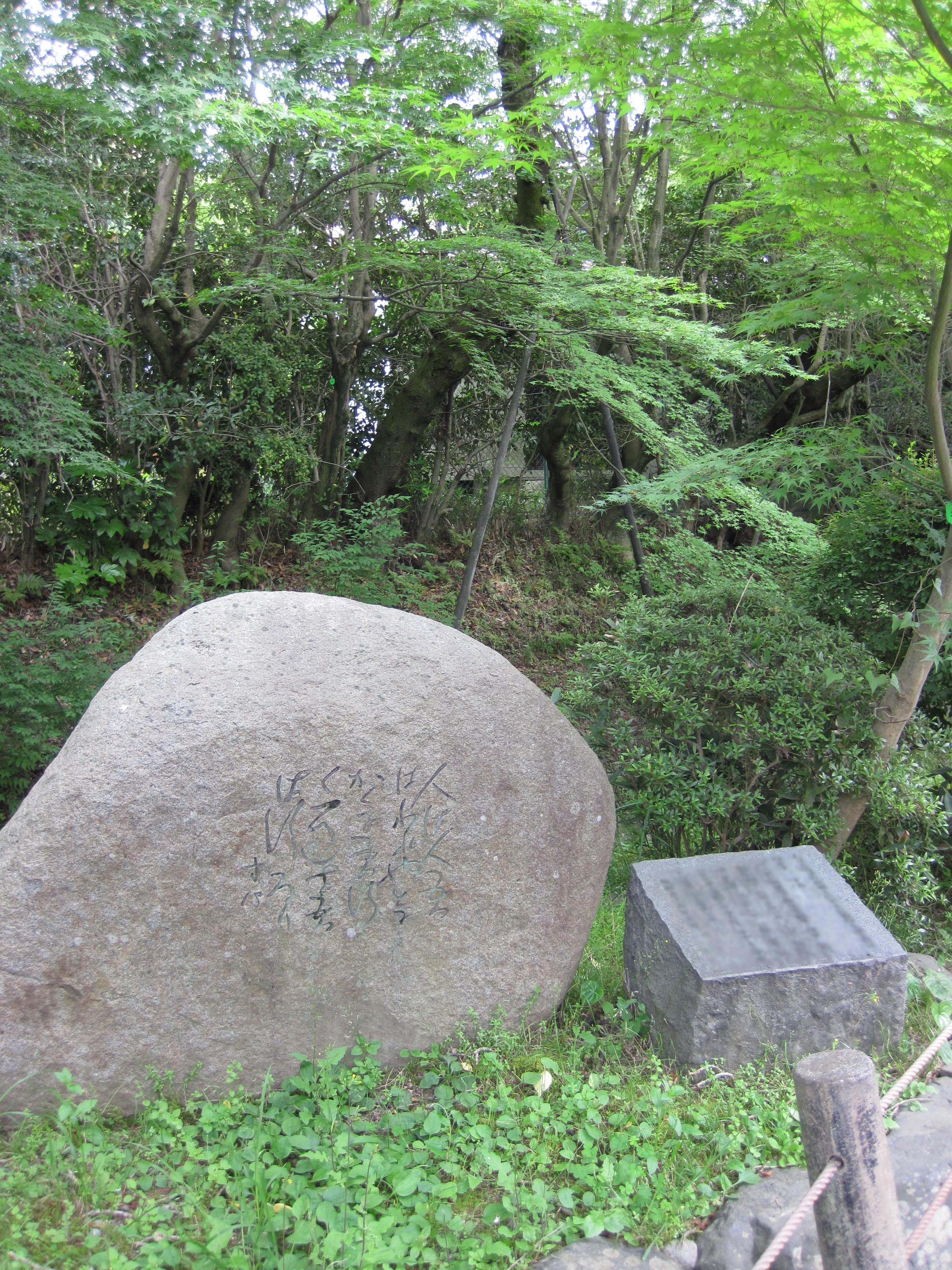
哲学の道にある歌碑

西田 幾多郎（にしだ きたろう、1870年5月19日〈明治3年4月19日〉 - 1945年〈昭和20年〉6月7日）は、日本の哲学者。京都学派の創始者。学位は、文学博士（京都帝国大学・論文博士・1913年）。京都大学名誉教授。著書に『善の研究』（1911年）、『哲学の根本問題』（1933年）など。
東大哲学選科卒。参禅と深い思索の結実である『善の研究』で「西田哲学」を確立。「純粋経験」による「真実在」の探究は、西洋の哲学者にも大きな影響を与え、高く評価される。

## 経歴
加賀国河北郡森村（現在の石川県かほく市森）に、西田得登（やすのり）、寅三（とさ）の長男として生まれる。西田家は江戸時代、十村（とむら）と呼称される加賀藩の大庄屋を務めた豪家だった。若い時は、肉親（姉・弟・娘2人・長男）の死、学歴での差別（帝大における選科〔聴講生に近い立場〕への待遇）、父の事業失敗で破産となり、妻との一度目の離縁など、多くの苦難を味わった。そのため、大学卒業後は故郷に戻り中学の教師となり、同時に思索に耽った。その頃の思索が結晶となった『善の研究』（弘道館、1911年1月）は、旧制高等学校の生徒らには代表的な必読書となった。
哲学への関心が芽生えたのは石川県専門学校（のちの四高、石川県金沢市）に学んだときのことである。ここで古今東西の書籍に加え、外国語から漢籍までを学んだ。金沢出身の数学の教師であり、のちに四高校長などを歴任した北条時敬は、彼の才能を見込んで数学者になるよう強く勧めた。また、自由民権運動に共感し、「極めて進歩的な思想を抱いた」という。だが、薩長藩閥政府は自由民権運動を弾圧し、中央集権化を推し進める。そして彼の学んでいる学校は、国立の「第四高等中学校」と名称が変わり、薩摩出身の学校長、教師が送り込まれた。柏田盛文校長の規則ずくめとなった校風に反抗し学校を退学させられるが、学問の道は決して諦めなかった。翌年、東京帝国大学（現在の東京大学）選科に入学し、本格的に哲学を学ぶ。故郷に戻り教職を得るが、学校内での内紛で失職するなど、在職校を点々とする。
自身は苦難に遭ったときは海に出かけることで心を静めたという。世俗的な苦悩からの脱出を求めていた彼は、高校の同級生である鈴木大拙の影響で、禅に打ち込むようになる。20代後半の時から十数年間徹底的に修学・修行した。この時期よく円相図（丸）を好んで描いていたという。その後は、哲学以外にも、物理・生物・文学など、幅広い分野で、学問の神髄を掴み取ろうとした。京都帝国大学教授時代は18年間教鞭を執り、三木清、西谷啓治など多くの哲学者を育て上げている。
太平洋戦争中の晩年、国策研究会において佐藤賢了と出会い、佐藤から東条英機が大東亜共栄圏の新政策を発表する演説への助力を依頼される。「佐藤の要領理解の参考に供するため」として、共栄圏についてのビジョンを著述し、『世界新秩序の原理』と題された論文を書き、東条に取り入れられることを期待したが、内容があまりにも難解だったことや、仲介をした人物と軍部との意思疎通が不十分だったため、東条の目には触れず、施政方針演説には、原稿での意向は反映されなかった。後に和辻哲郎宛の手紙の中で「東条の演説には失望した。あれでは私の理念が少しも理解されていない」と嘆いていたという。
1945年（昭和20年）6月2日、神奈川県鎌倉市極楽寺姥ケ谷の自宅書斎で尿毒症による発作を起こし、その5日後に死去。北鎌倉の東慶寺で葬儀が行われた。法名は曠然院明道寸心居士。その際、鈴木大拙は、遺骸を前に座り込んで号泣したという。

### ゆかりの場所など
- 石川県かほく市（出生地）[4]
  - 宇野気駅前に銅像が建てられている（1990年建立）。
  - 宇野気駅近くの本楽寺付近（3歳から13歳頃まで住んでいた家の跡）に「生い立ちの碑」がある。
  - 宇野気駅から約1km南東にある長楽寺付近に出生地の石碑と説明板がある。
- 山口市
  - 1897年9月から1899年6月までの間、西田幾多郎は山口市で暮らした。山口時代に住んだ最後の住宅が山口市下竪小路45番地に現存しており、2階が当時の姿をよく残している。現在、山口大学の研究者有志による哲学書の読書会が定期開催されている。
  - 住宅の1階には辻村公一の蔵書を保管している。
  - 住宅の外壁に説明板がある。
- 京都市
  - 西田幾多郎が散策した琵琶湖疏水沿いの道は「哲学の道」と呼ばれ、日本の道百選にも選ばれている。
  - 西田幾多郎が1912年から1922年まで住んでいた京都市左京区の木造2階建ての家はその後も長年にわたり貸家として使われていたが、マンション建設のため2016年6月8日に解体された。この民家の廊下などは、京都大学総合博物館などで保管される予定である[5]。
- 鎌倉市
  - 寸心荘(西田幾多郎遺宅、夏と冬は主に鎌倉で過ごし、約12年間在住した。現在は教師を務めていたこともある、学習院大学が管理している。[6]。
  - 西田幾多郎墓所(東慶寺)
  - 西田幾多郎歌碑(稲村ヶ崎公園内)

### 年表
- 1884年 石川県師範学校予備科卒業。
- 1888年 第四高等中学校予科修了。
- 1890年 第四高等中学校中途退学。
- 1894年 帝国大学文科大学哲学科選科修了。
- 1895年 石川県能登尋常中学校七尾分校教諭（4月）、得田寿美と結婚（5月）。
- 1896年 第四高等学校講師。
- 1897年 この頃から参禅への関心が高まり、洗心庵の雪門玄雪[7]、滴水、広州、虎関の諸禅師に就く。
- 1899年 四高生の「披露堕落」を雑誌『日本人』に投稿した首謀者と見なされ解職。山口高等学校（旧旧山高）教授（3月）。7月に第四高等学校教授（心理、論理、倫理、ドイツ語を担当し、「デンケン（考える）先生」と親しまれる）。臥龍山雪門老師に参禅。
- 1900年 同僚の三竹、杉森とともに公認下宿「三々塾」（さんさんじゅく）を作り、学生指導に当たる。
- 1901年 雪門老師から寸心居士の号を受ける。
- 1903年 京都大徳寺孤蓬庵広州老師に参じ、無字の公案透過。
- 1905年 富山県国泰寺で瑞雲老師に参じる。
- 1909年 吉村寅太郎校長と反目が続き四高を去る。学習院教授（7月）、日本大学講師（10月）。
- 1910年 豊山大学（現：大正大学）講師（4月）、8月31日に京都帝国大学文科大学助教授（倫理学）。
- 1911年 真宗大谷大学（現：大谷大学）講師。
- 1912年 京都高等工芸学校（現：京都工芸繊維大学）講師。
- 1913年 8月に京都帝国大学文科大学教授（宗教学）、文学博士（12月）。
- 1914年 宗教学講座担当を免じ、哲学、哲学史第一講座担任を命じられる。
- 1922年 京都市内の西田邸の一部に「骨清窟」が建てられる（1974年に石川県宇ノ気町に移転）。
- 1925年 妻寿美死去（1月）。
- 1927年 帝国学士院会員。
- 1928年 京都帝国大学停年退職。
- 1929年 京都帝国大学名誉教授（2月1日）[8]
- 1931年 山田琴[注 1]と再婚（12月）。
- 1933年 慶應義塾大学文学部講師。
- 1936年 『思想』1月号が「西田哲学」を特集（高橋里美、高坂正顕、務台理作、三木清ら）。
- 1940年 文化勲章受章。興亜工業大学（現：千葉工業大学）の設立に参画。

## 栄典
位階
- 1916年（大正5年）9月20日 - 正五位[9]

勲章
- 1940年（昭和15年）11月10日 - 文化勲章[10]

## 思想
西田の哲学体系は西田哲学と呼ばれる。
郷里に近い国泰寺での参禅経験（居士号は寸心）と近代哲学を基礎に、仏教思想、西洋哲学をより根本的な地点から融合させようとした。その思索は禅仏教の「無の境地」を哲学論理化した純粋経験論を『善の研究』にて発表し「経験」の中で主観と客観が分離する前の状態（一心不乱）を純粋経験と定義した。『善の研究』では純粋経験をもとに「思惟」「意志」「知的直觀」「實在」「自然」「宗教」「神」「精神」「善」「世界」「知」「愛」へと思想を展開している。その純粋経験を自覚する事によって自己発展していく自覚論、そして、その自覚など、意識の存在する場としての場の論理論、最終的にその場が宗教的・道徳的に統合される「絶対矛盾的自己同一論」へと展開していった。一方で、一見するだけでは年代的に思想が展開されているように見えながら、西田は最初期から最晩年まで同じ地点を様々な角度で眺めていた、と解釈する見方もあり、現在では研究者（特に禅関係）の間でかなり広く受け入れられている。
最晩年に示された「絶対矛盾的自己同一」は、哲学用語と言うより宗教学での用語のように崇められたり、逆に厳しく批判されたりした。その要旨は「過去と未来とが現在において互いに否定しあいながらも結びついて、現在から現在へと働いていく」、あるいは、鈴木大拙の「即非の論理」（「Aは非Aであり、それによってまさにAである」という金剛経に通底する思想）を西洋哲学の中で捉え直した「場所的論理」（「自己は自己を否定するところにおいて真の自己である」）とも言われている。そこには、行動と思想とが言語道断で不可分だった西田哲学の真髄が現れている。論文『場所的論理と宗教的世界観』で西田は「宗教は心霊上の事実である。哲学者が自己の体系の上から宗教を捏造すべきではない。哲学者はこの心霊上の事実を説明せなければならない。」と記している。
西田の哲学は自身による独創的な哲学である。明治初期に西洋哲学を取り入れることで始まった日本の哲学の歴史の中で、西田によって初めて日本固有の体系を持つにいたった哲学である。
西田は思索を進めるに際して、純粋経験についてはジェームズやベルクソン、自覚についてはフィヒテやカント、意識についてはフッサール、場所についてはプラトンやアリストテレス等の哲学や哲学の手法を参考としながらも、東洋の禅を中心とした考え方を取り入れた。
西田哲学が難解な理由は、西田哲学が表面的には非常に抽象的で純粋な論理的思考だけで、物事を認識しようとしているように見えることにある。また、西田の使う用語が特異で具体的なイメージがわかないことも原因である。しかし、西田哲学を難解さの最も大きな理由は、西田哲学は近代西洋哲学の二元論・対象論理的な思惟様式とは根本的に異なっていることにある。西田哲学は意識的自己の立場からではなく、行為的自己の立場から出発することにある。世界を外側から客観としての世界を眺めるのではなく、西田は世界の内側から世界の構成要素として行為する自己というものをとらえようとする。主体的自己の立場から物を見る主観主義を採用せず、主体的自己が消失したところから物を見ていこうとする絶対的客観主義の立場に立っていた。それが行為的直観ということである。このような違いが一般に理解困難とされる理由である。
一方、田辺元や高橋里美などから西田哲学はあまりにも宗教的であり、実践的でないという批判がなされた。
田辺元は論文『西田先生の教えを仰ぐ』（1930年）にて西田批判を開始し一旦は西田哲学に歩み寄ることもあったが、『社会存在の論理』（1934年―1935年）の発表を機に痛烈な西田哲学批判を行った。西田も『論理と生命』（1936年）にて田辺の名を挙げて反論を行っている。両哲学者は激しく対立したが西田哲学と田辺哲学には多くの共通点があることも指摘されている。田辺の『懺悔道としての哲学』以降と西田の『絶対矛盾的自己同一』は絶対無を軸とした「自己ならぬ自己」の立場と言う意味で根本的にはほとんど同じであるといった西谷啓治からの指摘もある。
高橋里美は『意識現象の事実と其意味―西田氏著「善の研究」』という題名で、1912年『哲学雑誌』において批判を行っている。主な批判の項目は（1）無の概念、（2）誤謬判断の可能性、（3）真理を意識の事実とみなした場合に、意識が個人的なものでしか無い以上真理が個人を超えた真理とみなすことが可能か、といった点である。
西田は東洋的な精神性をもとに西洋哲学を積極的に取り入れ東洋的精神性と西洋哲学の内面的な統一をもとめた。
また、西田は時局に対して強い関心を抱いていた事が書簡や日記から明らかであるが、西田は自らの考えを公の場で表明することには慎重かつ消極的であった。しかし、1935年11月に文部大臣の諮問機関である教学刷新評議会の委員を引き受け講演活動等を行っている。1938年には昭和研究会の世界政策研究会で「西洋哲学から見た東洋哲学の特徴―国家哲学は考えられるか」というテーマで講演を行っている。太平洋戦争開戦後の1943年5月19日には　矢次一夫らが設立し陸軍の統制派と強いつながりのある国策研究会でも話をし、その話を元に「世界新秩序の原理」という文章を発表しており、日本が軍国主義的に「東洋共栄圏」構想を進める一端を担ったと言える。

## 名言
- 「善とは一言にていえば人格の実現である」
- 「衝突矛盾のあるところに精神あり、精神のあるところには矛盾衝突がある」
- 「自己が創造的となるということは、自己が世界から離れることではない、自己が創造的世界の作業的要素となることである」

## 家族
- 上田彌生：歌人、長女。上田操（裁判官）に嫁ぐ。幾多郎逝去の数か月前に急死。
- 西田静子：エッセイスト。彌生の妹。三女。
- 上田薫：彌生の長男、初孫。教育哲学者。
- 上田久：彌生の次男。祖父を回想。
- 上田滋：彌生の三男。
- 上田正：彌生の四男。
- 金子武蔵：東大教授（倫理学）。六女、梅子の夫。
- 西田外彦：甲南高等学校（旧制）教授。次男。（長男の謙は早世）
- 西田幾久彦：財団法人日本ゴルフ協会理事、元東京銀行常務、外彦の長男、正仁親王妃華子の義兄。
- 高橋ふみ：妹の次女（姪）。石川県の女生徒として最初の帝国大学生（東北帝国大学）となり、西田の論文をドイツ語に訳した。

## その他
- 同郷の鈴木大拙（貞太郎）、山本良吉、藤岡作太郎とは石川県専門学校（第四高等中学校の前身、のちの第四高等学校）以来の友人であり、西田、鈴木、藤岡の三人は「加賀の三太郎」と称された。
- 自宅近くに中国学者の狩野直喜が住んでおり、二人の往来もひんぱんだった[24]。
- 西田幾多郎全集（後述）は1947年（昭和22年）から出版されたが、発売3日前より購入希望者の徹夜の行列ができた[25]。

## 西田幾多郎を取り上げたTV番組
- 西部邁ゼミナール (TOKYO MX)

| タイトル                                                                                                | 放送日        |
| --- | ------------- |
| 佐伯啓思×西部邁 二人の思想家が語る! 「無」の思想【その1】                                               | 2014年1月11日 |
| 佐伯啓思×西部邁 二人の思想家が語る! 西田幾多郎の苦難の人生による「悲しみの哲学」と「無の思想」【その2】 | 2014年1月18日 |
- 日本人は何を考えて来たのか #11「近代を越えて〜西田幾多郎と京都学派」（NHKEテレ）
- 100分de名著「善の研究」（NHKEテレ）

## 著作・主な論考
- 新版『西田幾多郎全集』〈全24巻・別巻〉岩波書店、2002 - 2009年、別巻（講義ノート）2020年（新字、歴史的仮名遣い表記）

編集委員：小坂国継、竹田篤司、藤田正勝、クラウス・リーゼンフーバー
- 旧版『西田幾多郎全集』（全19巻）は、1947-53年、1965-66年（増訂版）、1978-80年（付録巻追加）、1987-89年（月報集追加）に刊行。

編集委員（第2次版）：安倍能成、天野貞祐、和辻哲郎、山内得立、務台理作、高坂正顕、下村寅太郎
- 1巻 善の研究・思索と体験
- 2巻 自覚に於ける直観と反省
- 3巻 意識の問題・芸術と道徳
- 4巻 働くものから見るものへ
- 5巻 一般者の自覚的体系
- 6巻 無の自覚的限定
- 7巻 哲学の根本問題（行為の世界）・哲学の根本問題：続編（弁証法的世界）
- 8巻 哲学論文集I：哲学体系への企図・哲学論文集II
- 9巻 哲学論文集III
- 10巻 哲学論文集IV・哲学論文集V
- 11巻 哲学論文集VI・哲学論文集VII
- 12巻 続思索と体験・「続思索と体験」以後・日本文化の問題
- 13巻 小篇・ノート
- 14巻 講演筆記
- 15巻 講義（哲学概論・宗教学）
- 16巻 英国倫理学史・心理学講義・倫理学草案・純粋経験に関する断章・我尊会有翼文稿・不成会有翼草稿・Spinoza's Conception of God
- 17巻 日記
- 18巻 書簡集I
- 19巻 書簡集II

選集
『西田哲学選集』<全7巻別巻2>、燈影舎、1998年、上田閑照監修、大橋良介・野家啓一編
別巻1は伝記、2は研究・文献目録。他に燈影舎では「西田幾多郎哲学講演集」「寸心日記」を刊行
- 1巻 西田幾多郎による西田哲学入門
- 2巻 「科学哲学」論文集
- 3巻 「宗教哲学」論文集
- 4巻 「現象学」論文集
- 5巻 「歴史哲学」論文集
- 6巻 「芸術哲学」論文集
- 7巻 日記・書簡・講演集

『西田幾多郎論文選』 書肆心水
- 「西田幾多郎キーワード論集」 <エッセンシャル・ニシダ 即の巻> 2007年
- 「西田幾多郎生命論集」<エッセンシャル・ニシダ 命の巻> 2007年
- 「西田幾多郎日本論集」<エッセンシャル・ニシダ 国の巻> 2007年
- 「種々の哲学に対する私の立場 西田幾多郎論文選」2008年
- 「実践哲学について 西田幾多郎論文選」2008年
- 「真善美 西田幾多郎論文選」2009年
- 「意識と意志 西田幾多郎論文選」2012年
- 「師弟問答 西田哲学」三木清共著 2007年
- 「西田幾多郎の声 前・後篇 手紙と日記が語るその人生」2011年
- 「語る西田哲学 西田幾多郎談話・対談・講演集」2014年

『西田哲学を読む』 大東出版社 - 小坂国継による詳細な注釈・解説
- 『西田哲学を読む1「場所的論理と宗教的世界観」』2008年
- 『西田哲学を読む2「叡智的世界」』2009年
- 『西田哲学を読む3「絶対矛盾的自己同一」』2009年

文庫判
- 『善の研究』小坂国継全注釈、講談社学術文庫 2006年

- 『近代日本思想選 西田幾多郎』小林敏明編・解説、ちくま学芸文庫 2020年
- 『善の研究』岩波文庫<藤田正勝の語注・解説>、改版2012年、ワイド版刊。旧版は下村寅太郎解説。

- ※岩波文庫判は、他に「思索と体験」（正・続）、「西田幾多郎随筆集」ワイド版刊
「西田幾多郎歌集」、「西田幾多郎講演集」、「西田幾多郎書簡集」

『西田幾多郎哲学論集』〈I・II・III〉、上田閑照編、岩波文庫、1987-89年
Iは以下8編、各・下記を所収。
- 場所
- 私と汝
- 種々の世界
- 働くものから見るものへ
- 直接に与えられるもの
- 左右田博士に答う
- 叡智的世界
- 無の自覚的限定

IIは以下5編
- 論理と生命
- 行為的直観
- 人間的存在
- 弁証法的一般者としての世界
- 行為的自己の立場

IIIは以下5編
- 自覚について
- 絶対矛盾的自己同一
- 歴史的形成作用としての芸術的創作
- デカルト哲学について
- 場所的論理と宗教的世界観

### 直筆ノート
2015年、西田直筆の大学ノート50冊や約250点のメモが見つかった。紙同士が貼りつくなど保管状態は悪かったが、除湿やクリーニングを経て、京都大学や金沢大学、石川県西田幾多郎記念哲学館などにより著作との関連など分析が進められた。これらのうち「宗教学講義ノート」「倫理学講義ノート」は2020年に岩波書店の全集別巻として刊行され（前述）、他はデジタルアーカイブとして公開されている。

### 資料・研究文献
- 青井和夫、青柳真知子、赤司道夫、秋間実、秋元寿恵夫、秋山邦晴、秋田光輝、東洋 ほか 著、林達夫、野田又男; 久野収 ほか 編『哲学事典』（第1版）平凡社、1971年4月10日。ISBN 4-582-10001-5。
- 青木国夫、青木保、青野太潮、赤城昭三、赤堀庸子、赤松昭彦、秋月觀暎、浅野守信 ほか 著、廣松渉、子安宣邦; 三島憲一 ほか 編『岩波 哲学・思想辞典』（第1版）岩波書店、1998年3月18日。ISBN 4-00-080089-2。
- 池田善昭、福岡伸一『福岡伸一、西田哲学を読む 生命をめぐる思索の旅 動的平衡と絶対矛盾的自己同一西田幾多郎』 256巻、明石書店、2017年7月7日。ISBN 978-4623066148。 NCID BB23990707。
- 石神豊「西田哲学と純粋経験 : 高橋里美の批評をめぐって」『創価大学人文論集』第3号、創価大学人文学会、日本、1991年3月1日、104-118頁、hdl:10911/2732、ISSN 09153365、2024年10月7日閲覧。
- 上杉知行『西田幾多郎の生涯』（第1版）燈影舎、1988年6月1日。ISBN 978-4924520257。
- 大橋良介『西田幾多郎 本当の日本はこれからと存じます』 256巻、ミネルヴァ書房〈ミネルヴァ日本評伝選〉、2013年3月10日。ISBN 978-4623066148。 NCID BB11891388。
- 大橋良介『西田哲学の世界: あるいは哲学の転回』（第1版）筑摩書房、1995年6月1日。ISBN 978-4480842367。
- 小泉義之、檜垣立哉、小林敏明 著、小泉義之、檜垣立哉、小林敏明 編『西田幾多郎 : 永遠に読み返される哲学 : 没後六十年』 1544巻（第1版）、河出書房新社〈KAWADE道の手帖〉、2005年6月21日。ISBN 978-4309740027。 NCID BA72736086。
- 小坂国継『西田幾多郎の思想』 1544巻（第1版）、講談社〈講談社学術文庫〉、2002年5月10日。ISBN 978-4061595446。 NCID BA56775520。
- 小坂国継「書評 藤田正勝『西田幾多郎 ― 生きることと哲学』」『西田哲学会年報』第6巻、西田哲学会、2009年、125-127頁、doi:10.32133/jnpa.6.0_125、ISSN 21881995、2025年3月6日閲覧。
- 小坂国継『西田哲学の基層 宗教的自覚の論理』 256巻（第1版）、岩波書店〈岩波現代文庫〉、2013年5月17日。ISBN 978-4006002565。 NCID BB1247083X。
- 小林敏明『西田哲学を開く ＜永遠の今＞をめぐって』 293巻（第1版）、岩波書店〈岩波現代文庫〉、2013年5月17日。ISBN 978-4006002930。 NCID BB1247083X。
- 小林敏明『西田幾多郎の憂鬱』（第1版）岩波書店〈岩波現代文庫〉、2018年11月22日。ISBN 978-4006002503。 NCID BB05456624。
- 下村寅太郎『西田幾多郎 : 人と思想』東海大学出版会、初版1965年、改装版1978年 エラー: 日付が正しく記入されていません。（説明）。ISBN 4486004175。
- 下村寅太郎 編『西田幾多郎 : 同時代の記録』（論集）岩波書店、1971年。
- 鈴木亨『西田幾多郎の世界』（2版）勁草書房、1985年7月10日。
- 永井均『西田幾多郎<絶対無>とは何か』（第1版）NHK出版〈(シリーズ・哲学のエッセンス)〉、2006年11月28日。ISBN 978-4140093368。 NCID BA79331049。
- 永井均『西田幾多郎 : 言語、貨幣、時計の成立の謎へ』（第1版）角川書店〈角川ソフィア文庫〉、2018年11月22日。ISBN 978-4044001841。 NCID BB27458554。
- 中村雄二郎『西田幾多郎』（第1版）岩波書店〈20世紀思想家文庫〉、1983年7月14日。ISBN 9784000044080。
- 中村雄二郎『西田哲学の脱構築』（第1版）岩波書店、1987年9月25日。ISBN 9784000016612。
- 西田幾多郎 著、藤田正勝、大橋良介、野家計一 編『西田哲学研究の歴史』（第1版）燈影舎〈西田哲学選集 別巻2〉、1998年10月1日。ISBN 978-4924520707。 NCID BA38035872。
- 西田幾多郎『善の研究』（初版）弘道館、1911年2月6日。doi:10.11501/752856。
- 西田幾多郎 著、森哲郎、大峯顯; 長谷正當 ほか 編『世界史の理論 京都学派の歴史哲学論攷』 11巻（第1版）、燈影舎〈京都哲学撰書〉、2000年10月1日。ISBN 978-4924520769。 NCID BA48729324。
- 新田義弘『現代の問いとしての西田哲学』（第1版）岩波書店、1998年12月18日。ISBN 978-4000006590。
- 花岡永子「西田哲学における「絶対無の場所」の論理をめぐって」『人文学論集』第18巻、大阪府立大学人文学会、2000年3月、1-16頁、doi:10.24729/00004546、hdl:10466/8893、ISSN 0289-6192、2025年3月6日閲覧。
- 平山洋『西田哲学の再構築 その成立過程と比較思想』（第1版）ミネルヴァ書房、1997年5月15日。ISBN 978-4623027354。
- 藤田正勝『現代思想としての西田幾多郎』 138巻（第1版）、講談社〈講談社選書メチエ〉、1998年9月1日。ISBN 978-4062581387。
- 藤田正勝『人間・西田幾多郎 未完の哲学』 256巻、明石書店、2020年10月17日。ISBN 978-4000614269。
- 藤田正勝『西田幾多郎の思索世界 ――純粋経験から世界認識へ』 138巻（第1版）、岩波書店〈講談社選書メチエ〉、2011年3月18日。ISBN 978-4000242790。
- 藤田正勝「西田哲学と歴史・国家の問題」『日本哲学史研究 : 京都大学大学院文学研究科日本哲学史研究室紀要』第2巻、京都大学大学院文学研究科日本哲学史研究室、2005年9月、73-111頁、hdl:2433/250554、ISSN 2435-3647、2025年1月11日閲覧。
- 池田善昭、福岡伸一『福岡伸一、西田哲学を読む 生命をめぐる思索の旅、動的平衡と絶対矛盾的自己同一』（第1版）明石書店、2017年7月7日。ISBN 978-4-7503-4533-8。
- 満原健「『善の研究』と心理主義」『西田哲学会年報』第15巻、西田哲学会、2018年、159-172頁、doi:10.32133/jnpa.15.0_159、ISSN 21881995、2024年12月23日閲覧。
- 守津隆「西田哲学批判としての「種の論理」の意義」『日本哲学史研究 : 京都大学大学院文学研究科日本哲学史研究室紀要』第5巻、京都大学大学院文学研究科日本哲学史研究室、2008年9月、82-96頁、hdl:2433/250570、ISSN 24353647、2024年12月2日閲覧。
- 遊佐道子 著、大橋良介、野家計一 編『伝記西田幾多郎』（第1版）燈影舎〈西田哲学選集 別巻１〉、1998年9月25日。ISBN 9784924520691。 NCID BA38035872。